# Адольф фон Шелль
Адольф фон Шелль (нім. Adolf von Schell; 21 серпня 1893, Магдебург — 16 вересня 1967, Гайдельберг) — німецький офіцер, генерал-лейтенант вермахту.

## Біографія
Учасник Першої світової війни, за бойові заслуги відзначений численними нагородами. В квітні 1919 року вступив у фрайкор «Везель». В жовтні 1919 року поступив на службу в рейхсвер. В 1931 році пройшов річний курс командира роти у Форт Беннінг (США). В 1936 році переведений в ОКВ, в 1938 році — в ОКГ начальником відділу озброєнь бронетанкових військ, кавалерії та моторизації армії. З листопада 1938 року — також помічник статс-секретаря імперського міністерства транспорту. Розробив так званий «план Шелля», згідно якого мали відбутись перетворення в автомобільній промисловості з метою раціоналізації, підвищення продуктивності та зниження виробничих витрат. У вересня 1942 року переведений в резерв фюрера. З 1 січня по 15 листопада 1943 року — командир 25-ї танкової дивізії, після чого знову переведений в резерв у зв'язку з серйозним захворюванням очей. В кінці грудня 1944 року вийшов на пенсію. Після закінчення Другої світової війни взятий у полон, звільнений в 1947 році.

## Сім'я
Був двічі одружений, в першому шлюбі народились 3 сини.

## Звання
- Фанен-юнкер (19 березня 1914)
- Фенріх (8 жовтня 1914)
- Лейтенант (24 листопада 1914)
- Обер-лейтенант
- Гауптман (1 січня 1928)
- Майор (1 червня 1934)
- Оберст-лейтенант (1 жовтня 1936)
- Оберст (1 листопада 1938)
- Генерал-майор (1 березня 1940)
- Генерал-лейтенант (8 квітня 1942)

## Нагороди

### Перша світова війна
- Залізний хрест 2-го і 1-го класу
- Ганзейський Хрест (Гамбург)
- Хрест «За військові заслуги» (Ліппе)
- Нагрудний знак «За поранення» в чорному

### Міжвоєнний період
- Почесний хрест ветерана війни з мечами
- Медаль «За вислугу років у Вермахті» 4-го, 3-го, 2-го і 1-го класу (25 років)
- Медаль «У пам'ять 13 березня 1938 року»
- Медаль «У пам'ять 1 жовтня 1938» із застібкою «Празький град»

### Друга світова війна
- Застібка до Залізного хреста 2-го і 1-го класу